# Dad's Army (película de 1971)
Dad's Army es una película de comedia bélica británica de 1971, basada en la serie de televisión de la BBC Dad's Army. Dirigida por Norman Cohen, ambientada en 1941, durante la Segunda Guerra Mundial, se filmó entre las temporadas tres y cuatro de la serie original y se basó en material de los primeros episodios de la serie de televisión. La película cuenta la historia de la formación del pelotón de la Home Guard y sus esfuerzos posteriores en un ejercicio de entrenamiento.

## Argumento
1940 - La Operación Dinamo está a punto de comenzar. Desde la costa francesa recién conquistada, un coronel de la Wehrmacht mira hacia el Canal de la Mancha con sus poderosos binoculares. Mientras observa los blancos acantilados de Dover, ve a Godfrey saliendo de un lavabo. Este se une al resto de su pelotón, que ondea la Union Jack. El coronel exclama «¡¿Cómo pueden los estúpidos británicos esperar ganar?!»
Una mañana, George Mainwaring, gerente de la sucursal de Martins Bank en la ficticia localidad de Walmington-on-Sea, y su secretario principal, Arthur Wilson, escuchan a Anthony Eden en una transmisión de radio sobre la formación de los Voluntarios de Defensa Local (LDV). En la comisaría local se produce el caos porque no hay nadie que organice el alistamiento de los hombres. Mainwaring se hace cargo y después de tomar el mando del salón de la iglesia local, registra a los voluntarios reunidos.
El pelotón local finalmente se forma con Mainwaring al mando como capitán, Wilson como su sargento y Jack Jones como soldado de primera (Lance corporal). Sin armas ni entrenamiento, el pelotón inicialmente se ve obligado a improvisar, utilizando dispositivos inventados y ensamblados por Jones. Estos invariablemente son contraproducentes o funcionan mal con consecuencias desastrosas. El caos incluye un lanzacohetes antiaéreo que explota el granero de un granjero y un tanque de un solo hombre hecho con una bañera de hierro fundido rodando hacia el río con el soldado Joe Walker todavía dentro. El pelotón asegura uniformes y, finalmente, armas. Tras la evacuación de Dunkerque, el LDV pasa a llamarse Guardia Nacional.
Se ordena al pelotón que participe en un fin de semana de juegos de guerra/entrenamiento, pero la camioneta de Jones, recientemente convertida a gas por orden de Mainwaring, se estropea después de que Jones accidentalmente empuja su bayoneta a través del techo de la camioneta hacia la bolsa de gas en el techo. Son remolcados por una apisonadora. Fuera de control, la apisonadora destruye las tiendas del pelotón, así como otros equipos, lo que enfurece al general de división Fullard, quien está a cargo de los ejercicios del fin de semana, y que ya está enfadado con Mainwaring por haberse negado previamente a cobrar su cheque en el banco, bajo la impresión de que Mainwaring es empleado de banco.
Después de una noche durmiendo sin tiendas de campaña, el pelotón se queda dormido y se pierde el desayuno a pesar de que se le indicó que debía vigilar un puente de pontones durante el ejercicio del día. El puente ha sido saboteado por los Royal Marines y los resultados son caóticos. El capitán Mainwaring es convocado por el mayor general y se le dice que debido a la mala actuación del pelotón recomendará que se reemplace a Mainwaring.
Mientras el pelotón camina de regreso a Walmington, un avión de reconocimiento de la Luftwaffe es derribado y su tripulación de tres hombres se lanza en paracaídas a un lugar seguro. Entran en el salón de la iglesia de Walmington, donde se lleva a cabo una reunión para recaudar fondos para financiar la mitad del coste de un caza Spitfire, la otra mitad iba a ser financiada por otra ciudad cercana. Los alemanes toman a todos los presentes como rehenes, incluidos el alcalde y el vicario y exigen un barco para regresar a Francia. Mainwaring y sus hombres llegan a casa y descubren lo sucedido. En este punto, Fullard, la Armada, los Marines y la policía han comenzado a llegar.
El pelotón de la guardia local se infiltra en el edificio a través de la cripta de la iglesia. Vestidos con sobrepellices de coro, entran al salón de la iglesia cantando All Things Bright and Beautiful, con su propio segundo verso improvisado. Mainwaring toma un revólver escondido debajo de una placa de recolección y se enfrenta al líder de la Luftwaffe, quien le apunta con su pistola Luger. Ambos oficiales están de acuerdo en disparar a la cuenta de tres. El pelotón saca sus rifles de debajo de sus túnicas. Los intrusos alemanes se rinden. Mainwaring y sus hombres se convierten en el orgullo de la ciudad. Wilson revela que el arma del oficial alemán estaba vacía. Sonriendo, Mainwaring responde: «También lo estaba la mía».
En las escenas finales, Mainwaring y la Guardia Nacional miran hacia Francia desde los acantilados. El clima ha cambiado para peor y es poco probable que Hitler invada Inglaterra alguna vez, aunque eso no impide que el grupo se quede acostado y escuche cuando comienzan a sospechar que han detectado un intento nazi de entrar en Gran Bretaña.

## Reparto
- Arthur Lowe como el capitán Mainwaring
- John Le Mesurier como el sargento Wilson
- Clive Dunn como el soldado de primera Jones
- John Laurie como el soldado Frazer
- James Beck como el soldado Walker
- Arnold Ridley como el soldado Godfrey
- Ian Lavender como el soldado Pike
- Liz Fraser como Mrs Pike (interpretado por Janet Davies en la serie de televisión)
- Bernard Archard como general mayor Fullard
- Derek Newark como el sargento mayor
- Bill Pertwee como Hodges
- Frank Williams como el vicario
- Edward Sinclair como Verger
- Anthony Sagar como el sargento de policía
- Pat Coombs como Mrs Hall
- Roger Maxwell como el general Wilkinson ("Peppery Old Gent")
- Paul Dawkins como general nazi
- Sam Kydd como ordenanza nazi
- Michael Knowles como el capitán Staff
- Fred Griffiths como Bert King

## Producción
El rodaje tuvo lugar entre el 10 de agosto y el 25 de septiembre de 1970, en Shepperton Studios y en varios lugares, en particular Chalfont St Giles en Buckinghamshire y Seaford en East Sussex, así como en la iglesia de Santa María Magdalena en Shepperton, que se encuentra junto a los estudios.

### Diferencias con la serie de televisión

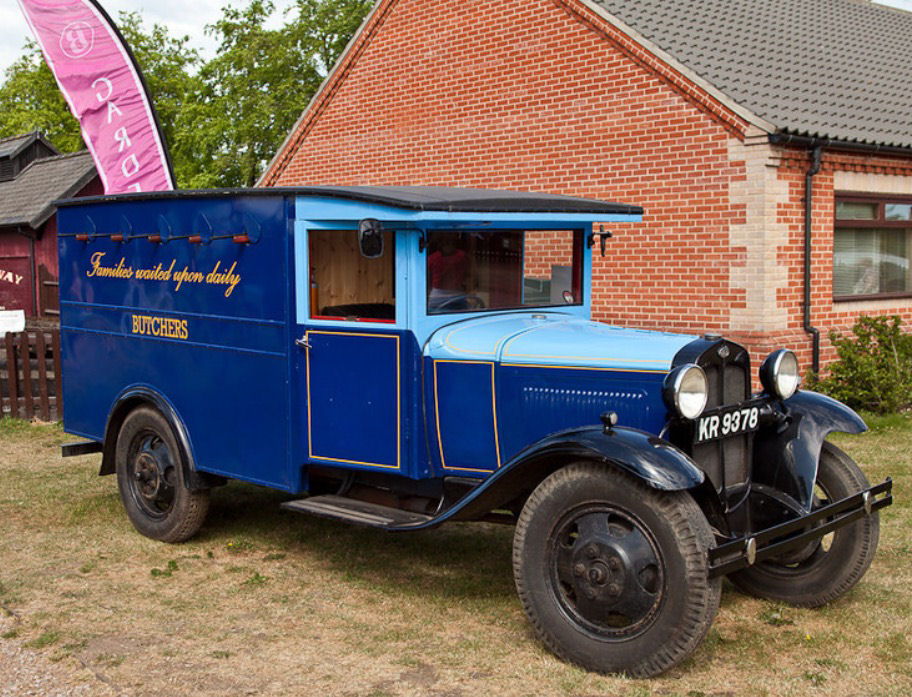
Furgoneta Ford Modelo AA utilizada en la película.

La película hizo una serie de cambios significativos con respecto a la serie original, impuestos por Columbia Pictures, como elegir a la actriz Liz Fraser para interpretar el papel de Mavis Pike en lugar de Janet Davies y filmar escenas al aire libre en Chalfont St Giles en lugar de Thetford. Además, el banco ahora era un Martins en lugar de un banco de la cadena Swallow además, con el aumento en el presupuesto, los interiores del set y los vehículos utilizados eran completamente diferentes, y las calles de Walmington tenían extras caminando. La audiencia vio a los alemanes preparándose al otro lado del Canal, en lugar de ser simplemente una amenaza invisible, y los eventos de la formación del pelotón fueron revisados de varias maneras para su tratamiento en la pantalla grande.
Muchos de los cambios, en particular el cambio de actriz para interpretar a la Sra. Pike, fueron objeto de críticas. Fraser fue elegida porque el director Cohen quería una actriz menos hogareña y más «sexy» para el papel. Posteriormente, Perry comentó: «Fue un error ... no elegir a Janet para el papel porque el público la reconoció como la Sra. Pike. Pero esa fue una decisión que tomó Columbia».
Otro cambio menos evidente fue el cambio de vehículo del carnicero Jones. En la serie, la furgoneta era un Ford BB de 1935 (todavía registrado como BUC852), mientras que para la película se utilizó un Ford Modelo AA de cabina cerrada.

## Estreno
Dad's Army fue aprobada con un certificado U (apto para todos los públicos) por la British Board of Film Classification el 27 de enero de 1971. Su estreno en el Reino Unido fue el domingo 14 de marzo de 1971 en el Columbia Cinema de Londres.

### Recepción
Las críticas fueron variadas, pero tuvo un buen desempeño en la taquilla del Reino Unido, siendo la quinta película más popular del año.

### Secuela
Se sostuvieron discusiones sobre una posible secuela, que se llamaría Dad's Army and the Secret U-Boat Base, pero el proyecto nunca llegó a buen término. Una segunda película fue estrenada en 2016 con un reparto casi completamente nuevo, también titulado Dad's Army.